# ハノイの花嫁
『ハノイの花嫁』（ハノイのはなよめ、原題：하노이 신부）は、2005年9月19日に韓国のSBSで放送された全2話のテレビドラマ。ベトナム戦争終結30周年を記念して製作された。パク・オンヒ（オニ）が脚本を書き、パク・ギョンニョル（ギョンリョル）が演出した。内科医ウヌ役をイ・ドンウク、その兄ソグの結婚相手でベトナム人役をキム・オクビンが演じ、キム・オクビンの好演が評判になった。

## 登場人物
パク・ウヌ
演 - イ・ドンウク
内科医。
リ・ティブ
演 - キム・オクビン
ベトナム人。ハノイ大学韓国語学科1年生。
パク・ソグ
演 - イ・ウォンジョン
ウヌの兄。農業。
ソグ、ウヌ兄弟の母
演 - カン・ブジャ
ソン・イルラン
演 - ユ・ヘジョン
ソグと小学校の同級生。看護師研修センター総責任者。
イルランの父
演 - イ・スンジェ
イ・ヒョンス
演 - イ・グァンギ。
ヤン・ミリ
演 - チョ・ヒャンギ
リ・ウンウエッ・ウンア
演 - ス・クエ
ティブの姉。
リハ
演 - パク・チウン
ティブの姪。